# Don Givens
Daniel Joseph Givens, conosciuto come Don Givens (Limerick, 9 agosto 1949), è un allenatore di calcio ed ex calciatore irlandese, di ruolo attaccante.

## Carriera

### Giocatore

#### Club
È un prodotto del vivaio del Manchester United, squadra con cui ha segnato un gol al debutto nel maggio 1969.
Dopo i Red Devils, ha giocato altri 12 anni in Inghilterra: Luton Town, Queens Park Rangers, Birmingham City, Bournemouth e Sheffield United.
Nel 1982, ormai trentatreenne, si è trasferito in Svizzera, nel Neuchâtel Xamax. Qui ha vinto un titolo nazionale, nel 1987, anno del ritiro dal calcio giocato.

#### Nazionale
Con l'Irlanda ha collezionato 56 partite e 19 gol, tra cui una storica tripletta all'Unione Sovietica ed una quaterna contro la Turchia, rimasta ineguagliata, durante la campagna di qualificazione per gli europei del 1976.
Per un periodo è stato capocannoniere della Nazionale irlandese, superato qualche anno più tardi da Frank Stapleton.
È membro della Hall of Fame della Football Association of Ireland.

### Allenatore
Nel 1993-1994 ha avuto una breve esperienza alla guida del Neuchâtel Xamax, in massima divisione svizzera, dopo l'esonero di Uli Stielike.
Dopodiché ha intrapreso una lunga carriera da allenatore delle giovanili che lo ha portato ad allenare per 3 anni le giovanili del Neuchâtel e per 3 anni le più prestigiose dell'Arsenal.
Dal 2000 è, quasi ininterrottamente, il CT della Nazionale irlandese Under-21, squadra che guida tuttora.
È stato chiamato a guidare la Nazionale Maggiore per due brevi periodi, dopo gli esoneri di Mick McCarthy e Steve Staunton.

## Palmarès

### Giocatore

#### Competizioni nazionali
- Fourth Division: 1

Sheffield United: 1981-1982
- Campionato svizzero: 1

Neuchâtel Xamax: 1986-1987